# Strtenik
Strtenik este o localitate din comuna Slovenske Konjice, Slovenia, cu o populație de 51 de locuitori.